# ジャパンホームワンド
JAPAN HOME WAND株式会社（ジャパンホームワンド）は、愛知県名古屋市名東区に本店を置く、外壁塗装を主軸に住環境に関わる総合的なリフォームを手掛ける企業。

## 概要
社名の由来
- 社名にJAPANを入れたのは、「日本一」を目指して設立した企業であるため。
- 「ワンド」には業界ナンバーワンを目指すという意味の「ONE（ワン）」や、お客様にとってオンリーワンであり続けたいという想い、WAND（＝杖、活力の象徴。困難な状況に直面しても、棒を拾い杖にして勇敢に前に進む気概を持ち続けていきたいという想い）、さまざまな生物が生息する「湾」（=様々な強みを持つ人材が集まる組織にしたいという想い）、中国の古代思想「王道」の「王（ワン）」などの意味が込められている[1][2]。

企業理念
- 「住宅リフォーム業界における王道の確立」、「質・量ともに日本一の住宅リフォーム企業」、「循環型社会の実現と社会問題の解決」という3つの目標を掲げている[3]。TOKYO FMによるSDGsの訴求番組「サステナ*デイズ」が2020年4月に開始されるにあたっては、一番手としてスポンサー提供を決めた[4]。

## 特徴
外壁塗装用の塗料として、グループで独占販売の特殊塗料「イノセンスW-NEO」と「クールウォール」を提供する。「イノセンスW-NEO」は、「雨の都市」として知られる気候の激しい沿岸地域ワシントン州シアトルで誕生し40年以上の歴史を持つ耐久性に優れた塗料「STUC-O-FLEX（スタッコフレックス）」をベースに、日本の塗料メーカーとの共同開発で国産化に成功したもの。「クールウォール」は米TEX-COTE社の高耐久塗料。

## 前身企業
ジャパンホームワンドの前身企業であるELJソーラーコーポレーション株式会社は、住宅用太陽光発電・蓄電池システムの売上高全国No.1の実績を持つ。ELJソーラーコーポレーション株式会社のホーム事業部として外壁塗装を提供し始め、2017年に同社の100％子会社として設立。2020年には外壁塗装以外のリフォーム事業にも対応していくためにELJグループから独立し、ジャパンホームワンドとして再スタートを切った。

## 沿革
- 2000年9月、「コミュニケーションワン株式会社」として設立
- 2009年11月、余剰電力買取制度に伴いエコ事業をスタート
- 2011年11月、「Ecoライフジャパン株式会社」に社名変更
- 2013年12月、「ELJソーラーコーポレーション株式会社」に社名変更
- 2016年12月、外壁塗装を提供するための専門部署「ホーム事業部」を設置
- 2017年12月、「ELJホーム株式会社」がELJソーラーコーポレーション株式会社の100％子会社として設立される。福岡支店オープン
- 2018年11月、広島支社オープン
- 2019年2月、さいたま支社オープン
- 2020年
  - 1月、ELJグループから完全分社化し、「JAPAN HOME WAND株式会社」に社名変更
  - 2月、千葉支社オープン
  - 10月、仙台支社・浜松支社・熊本支社オープン
- 2021年
  - 1月、さいたま支社を第2本社へ変更
  - 10月、横浜・神戸支社オープン。レボティメットホーム株式会社設立[1][8]
- 2022年10月、松本支社・埼玉支社・福岡支社オープン
- 2023年10月、大阪支社オープン[9]
- 2024年3月、JAPAN HOME WAND株式会社の名古屋本店とレボティメットホームの名古屋本社をKTCグループビルへ移転[10]

## 事業内容
- リフォーム事業：住宅リフォームの提案・販売・施工管理（外構、内装、カーポート、水回り、屋根の葺き替えなど）
- エコ事業：クリーンエネルギーの提案・販売・施工管理（太陽光発電システム、蓄電池システム、オール電化など）
- 商品開発事業：メーカー企業とタイアップ、OEMによるプライベートブランドの確立

## イノセンスW-NEO
INNOCENCE JAPAN株式会社が製造販売するイノセンスW-NEOの独占販売を行う。独占販売の理由は仕上げ品質確保のため。イノセンスW-NEOは水性アクリル塗料で、塗料に配合されたピュアカルシウム砂等の性能によって超弾性・環境適応性・透湿防水性・壁面付着性・美観性・超耐久耐候性を持つ。塗り替えリフォーム専用塗料であり、下地の損傷が激しい場合や外壁の浮きや反りが大量に発生している場合には施工ができない可能性もある。

## クールウォール
米国TEX・COTE社が製造するクールウォールウィズカイナーを日本国内で独占販売する。KTCグループのKTCファシリティーズが米国TEX・COTE社と仏国ARKEMA社と契約を結び、ジャパンホームワンドが施工を行う。期待耐候年数は20年～30年。クールウォールはNASAケネディ宇宙センター管理施設やフロリダ州のイケアなどに使用された実績がある。塗料の成分に含まれるカイナー樹脂により、優れた耐候性・付着力を実現。断熱性能の維持や高い通気性・防水性などの特徴を持つ。最高仕上基準（350〜450sqf(8.6〜11.0㎡/L)）での塗装を実施。

## ワンドルーフ
屋根塗装では独自開発した屋根専用塗料のワンドルーフを使用している。水性屋根塗料で国内No.1の実績を誇る水谷ペイントと共同開発した水性塗料。塗料特有の臭いや有害物質の発生、火災の際のリスクを軽減する。カラーはブラック・グレー・ブラウン等の6色から選択可能。

## 関連会社
2021年10月に関連会社としてレボティメットホーム株式会社を設立した。ジャパンホームワンドの堀家正弘が代表を務め、名古屋・埼玉・福岡を中心にクールウォールでの外壁塗装を行っている。

## 事業所
- 名古屋本店
  - 愛知県名古屋市名東区宝が丘270 名古屋セントラルインタービル2階

- さいたま本社
  - 埼玉県さいたま市大宮区宮町4-122 大宮第一生命小峯ビルディング7階

- 仙台支社
  - 宮城県仙台市青葉区花京院1-1-5 オークツリー花京院7階

- 茨城支社
  - 茨城県水戸市泉町1-2-1 アーバンスクエア水戸ビル8階

- 千葉支社
  - 千葉県千葉市中央区中央3-9-16 大樹生命千葉中央ビル7階

- 横浜支社
  - 神奈川県横浜市西区北幸2-15-1 東武横浜第2ビル6階

- 松本支社
  - 長野県松本市深志2-5-26 松本第一ビル6階

- 浜松支社
  - 静岡県浜松市中央区元城町216-4 ノーススタービル浜松9階

- 神戸支社
  - 兵庫県神戸市中央区伊藤町121 神戸伊藤町ビルディング5階

- 岡山支社
  - 岡山県岡山市北区下石井2-1-18 OGW岡山下石井ビル5階

- 広島支社
  - 広島県広島市中区大手町3-1-9 広島鯉城通りビル6階

- 福岡支社
  - 福岡県福岡市博多区博多駅南1-3-10 美咲第2ビル5階

- 熊本支社
  - 熊本県熊本市中央区安政町4-23 アクア熊本水道町ビル3階

- 鹿児島支社
  - 鹿児島県鹿児島市東千石町1-1 第8川北ビル5階